# Temelucha crassa
Temelucha crassa är en stekelart som beskrevs av Dasch 1979. Temelucha crassa ingår i släktet Temelucha och familjen brokparasitsteklar. Inga underarter finns listade i Catalogue of Life.